# RS-427
Pour les articles homonymes, voir Route 427.
La RS-427 est une route locale du Nord-Est de l'État du Rio Grande do Sul, dans la municipalité de Cambará do Sul, qui mène au district d'Itaimbezinho, à la limite de l'État de Santa Catarina, par le nord, à partir de la RS-020. Elle est longue de 21 km.